# Vergelijkingstest
De vergelijkingstest is een convergentiecriterium om de convergentie of divergentie van reeksen met niet-negatieve termen na te gaan. De reeks wordt daarbij vergeleken met een goed gekozen reeks waarvan de convergentie of divergentie gekend is. Als vergelijkende reeks wordt dikwijls een p-reeks of een meetkundige reeks gebruikt.

## Formulering
Beschouw twee reeksen met niet-negatieve termen
{\displaystyle \sum _{1}^{\infty }u_{n}}  en  {\displaystyle \sum _{1}^{\infty }v_{n}}
De vergelijkingstest is er in twee versies, een eerste die kan gebruikt worden om convergentie aan te tonen, en een tweede voor divergentie.
- Indien

{\displaystyle \exists \ N_{o}:\forall n>N_{o}:u_{n}\ \leq \ v_{n}}  en de reeks {\displaystyle \sum _{1}^{\infty }v_{n}} is convergent, dan is de reeks {\displaystyle \sum _{1}^{\infty }u_{n}} ook convergent.
De reeks {\displaystyle \sum _{1}^{\infty }v_{n}} heet dan een convergente majorante reeks van de reeks {\displaystyle \sum _{1}^{\infty }u_{n}}.
- Indien

{\displaystyle \exists \ N_{o}:\forall n>N_{o}:u_{n}\ \geq \ v_{n}}  en de reeks {\displaystyle \sum _{1}^{\infty }v_{n}} is divergent, dan is de reeks {\displaystyle \sum _{1}^{\infty }u_{n}} ook divergent.
De reeks {\displaystyle \sum _{1}^{\infty }v_{n}} heet dan een divergente minorante reeks van de reeks {\displaystyle \sum _{1}^{\infty }u_{n}}.
Uit het vinden van een divergente majorante reeks, of een convergente minorante reeks kan geen besluit getrokken worden.

## Bewijs
Het nu volgend bewijs geldt voor de eerste versie, de convergente. Omdat het feit dat een reeks convergeert of divergeert niet verandert als vooraan de reeks een eindig  aantal termen worden weggelaten of toegevoegd kan men zonder verlies van algemeenheid de waarde van {\displaystyle N_{o}} gelijk stellen aan 1.
Stel dus dat
{\displaystyle \forall n\geq 1:u_{n}\ \leq \ v_{n}}
Deze ongelijkheid geldt dus voor alle waarden van de index {\displaystyle n} groter dan 1 afzonderlijk en dus ook wanneer de eerste N termen van de reeksen bij elkaar worden opgeteld:
{\displaystyle \forall N\geq 1:\sum _{1}^{N}u_{n}\ \leq \ \sum _{1}^{N}v_{n}}
Omdat de termen {\displaystyle v_{n}} niet-negatief zijn zal de rechtse som blijven stijgen wanneer {\displaystyle N} stijgt, en omdat deze reeks bij veronderstelling convergeert is haar totale reekssom eindig, en zeker niet kleiner dan elke deelsom. Dus geldt ook:
{\displaystyle \forall N\geq 1:\sum _{1}^{N}u_{n}\ \leq \ \sum _{1}^{\infty }v_{n}}
Wanneer nu in de linkse som de waarde van N stijft zal ook deze deelsom stijgen, want de termen {\displaystyle u_{n}} zijn niet negatief. Deze stijgende rij deelsommen is ook naar boven begrensd. Dit betekent dat de limiet van die deelsommen, wanneer {\displaystyle N} naar oneindig gaat
{\displaystyle \lim _{N\rightarrow \infty }\sum _{1}^{N}u_{n}}
bestaat en eindig is. De reeks
{\displaystyle \sum _{1}^{\infty }u_{n}}
heeft dus een eindige reekssom en is dus convergent.
De divergente versie van de vergelijkingstest kan op analoge manier aangetoond worden.

## Gebruik en voorbeelden
Om de test succesvol te kunnen toepassen moet men in feite reeds een vermoeden hebben of de reeks convergeert. Men moet immers kunnen beslissen of men op zoek gaat naar een convergente majorante, dan wel naar een divergente minorante reeks. 
- Beschouw de reeks

{\displaystyle \sum _{1}^{\infty }{\frac {n+1}{n^{2}+3\cdot ln(n)+2}}}
Op basis van de dominante machten in teller en noemer kan men intuïtief verwachten dat de reeks zich als een p-reeks zal gedragen, Gezien de p-waarde dan 1 is, het verschil in graad van de noemer min de teller, kan men verwachten dat de reeks zal divergeren. Men kan dus zoeken naar een divergente minorante reeks. Die kan men bekomen door in de gegeven reeks de teller kleiner te maken, en de noemer groter. Dit kan door in de teller de constante 1 weg te laten, en in de noemer de ln-term en de constante term te vervangen door de groter {\displaystyle n^{2}}. Merk op dat zo een p-reeks bekomen wordt:
{\displaystyle \sum _{1}^{\infty }{\frac {n+1}{n^{2}+3\cdot ln(n)+2}}} > {\displaystyle \sum _{1}^{\infty }{\frac {n}{n^{2}+3\cdot n^{2}+2\cdot n^{2}}}}  =  {\displaystyle \sum _{1}^{\infty }{\frac {n}{6n^{2}}}}  =  {\displaystyle {\frac {1}{6}}\ \sum _{1}^{\infty }{\frac {1}{n}}}
Deze laatste reeks is dus een divergente minorante reeks, wat de gegeven reeks ook divergent maakt.
- Beschouw de reeks

{\displaystyle \sum _{1}^{\infty }{\frac {1}{n^{2}+3\cdot ln(n)+2}}}
Op basis van de dominante machten in teller en noemer kan men intuïtief verwachten dat de reeks zich als een p-reeks zal gedragen, Gezien de p-waarde dan 2 is, het verschil in graad van de noemer min de teller, kan men verwachten dat de reeks zal convergeren. Men kan dus zoeken naar een convergente majorante reeks. Die kan men bekomen door in de gegeven reeks de teller groter te maken, en/of de noemer kleiner. Dit kan door in de noemer de ln-term en de constante term weg te laten. Merk op dat zo een p-reeks bekomen wordt:
{\displaystyle \sum _{1}^{\infty }{\frac {1}{n^{2}+3\cdot ln(n)+2}}} < {\displaystyle \sum _{1}^{\infty }{\frac {1}{n^{2}}}}
Deze laatste reeks is dus een convergente majorante reeks, wat de gegeven reeks ook convergent maakt.